# Karl von Wurmb
Karl Philipp Emil von Wurmb (* 26. Oktober 1838 in Kohlgraben; † 10. Oktober 1902 in Charlottenburg) war ein preußischer Generalleutnant.

## Leben

### Herkunft
Karl war ein Sohn des Herrn auf Kohlgraben Adolf von Wurmb (1796–1841) und dessen Ehefrau Emma, geborene Freiin von Hanstein (1810–1897), Tochter von Carl Philipp Emil von Hanstein.

### Militärkarriere
Wurmb besuchte das Kadettenhaus in Kassel und trat am 26. Mai 1857 als Portepeefähnrich in das 1. Husaren-Regiment der Kurhessischen Armee ein. Mit der Beförderung zum Sekondeleutnant wurde er Mitte Oktober 1857 in das Regiment Garde du Corps versetzt. Wurmb nahm 1866 am Krieg gegen Preußen teil und trat nach der Annexion des Kurfürstentums in die Preußische Armee über.
Im Oktober 1866 kam er in das Westfälische Kürassier-Regiment Nr. 4, wo er im Februar 1867 zum Premierleutnant aufstieg. Ende 1868 wurde er als Adjutant der 3. Garde-Kavallerie-Brigade kommandiert. Im Januar 1870 trat Wurmb mit der Beförderung zum Rittmeister als Eskadronchef in den Truppendienst zurück. In dieser Eigenschaft nahm er 1870/71 während des Krieges gegen Frankreich an der Schlacht bei Vionville und der Belagerung von Paris teil.
Ausgezeichnet mit dem Eisernen Kreuz II. Klasse wurde Wurmb nach dem Friedensschluss im Juli 1872 in das Brandenburgische Husaren-Regiment Nr. 3 versetzt. Dort erhielt er im April 1878 den Charakter als Major, im September das Patent zu seinem Dienstgrad und wurde im April 1880 dem Regiment aggregiert. Zwei Monate später folgte seine Versetzung als etatmäßiger Stabsoffizier in das 2. Garde-Ulanen-Regiment. Von dort kam er am 15. Oktober 1885 als Kommandeur in das 1. Hannoversche Ulanen-Regiment Nr. 13 und stieg bis Mitte September 1888 zum Oberst auf. Am 24. März 1890 wurde Wurmb Kommandeur der 3. Kavallerie-Brigade in Stettin und am 16. Mai 1891 zum Generalmajor befördert. Unter Verleihung des Charakters als Generalleutnant wurde er am 14. Mai 1894 in Genehmigung seines Abschiedsgesuches mit Pension zur Disposition gestellt. 
Er war Ehrenritter des Johanniterordens und starb am 10. Oktober 1902 in Charlottenburg.

### Familie
Wurmb heiratete in Kassel am 21. März 1889 Mathilde Petersen, verwitwete Beinhauer (* 1849).